# Цюцы (аэропорт)
Аэропорт Цюцы (кит. упр. 库车龟兹机场, пиньинь Kùchē Qiūcí Jīchǎng) (ИАТА: KCA, ИКАО: ZWKC) — аэропорт, обслуживающий уезд Куча Синьцзян-Уйгурского автономного района КНР. Аэропорт расположен в 12 километрах к западу от одноимённого административного центра. Находится поблизости от уездов Шаяр (Шая), Токсу (Синьхэ), Бай (Байчэн).
Аэропорт способен принимать самолёты класса Boeing 737, Airbus A320 и иные, более лёгкие воздушные суда.

## История
Первый аэропорт на территории уезда Куча был построен еще в 1939 году, и являлся одним из первых аэропортов на территории Синьцзяна. Старый аэропорт располагался в 2-х км. от центра города. Длина взлётно-посадочной полосы составляла всего 1700 м, и подходила для приема воздушный судов класса ATR-72. За 73 года эксплуатации аэропорт неоднократно реконструировался. 21 июля 2011 года в 23:59 старый аэропорт Куча был официально закрыт.
25 июня 2009 года началось строительство нового аэропорта. Было принято решение о переносе аэропорта на новое место. Ранее аэропорт располагался недалеко от центра города, что серьёзно влияло на безопасность полётов и сдерживало развитие городской инфраструктуры. Объём инвестиций составил 340 млн. юаней. После 2 лет строительства, 7 сентября 2011 года новый аэропорт официально был открыт. Длина ВПП составляет 2600 метров, площадь здания аэровокзала — 5100 кв. м. Согласно проекту, пассажиропоток может достигать 240 000 чел/год; грузооборот — 270 т/год.
Аэропорт получил своё полное название в честь древнего буддийского государства, которое ранее находилось в данном районе.